# Adrien Niyonshuti
Adrien Niyonshuti (* 2. Februar 1987 in Rwamagana) ist ein ruandischer Straßenradrennfahrer und Mountainbiker.

## Sportlicher Werdegang
Adrien Niyonshuti begann 2003 mit dem Radfahren. Bei der Tour of Rwanda schaffte er es fünfmal hintereinander in die Top Ten, wobei er 2006 und 2008 die Gesamtwertung für sich entscheiden konnte. 2008 gewann er unter anderem auch drei Etappen.
Seit 2009 fährt er für das südafrikanische Continental Team MTN Cycling. In der Saison 2009 nahm er unter anderem an der Irland-Rundfahrt teil. Das war sein erstes Rennen außerhalb des afrikanischen Kontinents. Im Herbst 2009 wurde er bei der Afrikameisterschaft in Namibia jeweils Zehnter im Einzelzeitfahren und im Straßenrennen, so dass er in beiden Rennen die Bronzemedaille der U23-Klasse gewann.
Bei den Olympischen Spielen 2012 in London war Niyonshuti Fahnenträger seiner Mannschaft während der Eröffnungsfeier.

## Rising from Ashes
Im selben Jahr wurde über die Geschichte von Adrien Niyonshuti, seiner Familie und seine Radsportlaufbahn der später mehrfach preisgekrönte Dokumentarfilm Rising from Ashes gedreht. Beim Völkermord in Ruanda verlor er 60 Angehörige, darunter sechs seiner Brüder; die gesamte Familie seiner Mutter wurde ausgelöscht. Um seinen Schmerz zu bewältigen, begann er 2003 mit dem Radsport. 2006 bestritt er sein erstes Mountainbikerennen, bei dem er dem Radsporttrainer Jock Boyer auffiel. Als Folge des Filmes wurde die Rising from Ashes Foundation gegründet.

## Erfolge – Straße
2009
- Afrikameisterschaft – Einzelzeitfahren (U23)
- Afrikameisterschaft – Straßenrennen (U23)

2010
- Ruandischer Meister – Straßenrennen

2011
- Ruandischer Meister – Straßenrennen
- Bergwertung Tour of Rwanda

2012
- Ruandischer Meister – Straßenrennen

2016
- Ruandischer Meister – Einzelzeitfahren

2017
- Ruandischer Meister – Einzelzeitfahren

2018
- Afrikameisterschaft – Mannschaftszeitfahren

## Erfolge – Mountainbike
2012
- Afrikameisterschaft – Cross Country

## Teams
- 2009 MTN Cycling
- 2010 MTN Energade
- 2011 MTN Qhubeka
- 2012 MTN Qhubeka
- 2013 MTN Qhubeka
- 2014 MTN Qhubeka
- 2015 MTN-Qhubeka
- 2016 Team Dimension Data
- 2017 Team Dimension Data